# Pediculus humanus
El piojo humano (Pediculus humanus) es una especie de insecto ftiráptero de la familia Pediculidae que parasita al ser humano, especialmente niños y adolescentes. Su infestación provoca pediculosis. Al contrario de la pulga, esta especie no ha experimentado ninguna recesión, siendo su distribución mundial. Se reconocen dos subespecies:
- Pediculus humanus humanus Linnaeus, 1758, también llamado Pediculus humanus corporis
- Pediculus humanus capitis De Geer, 1778

## Características

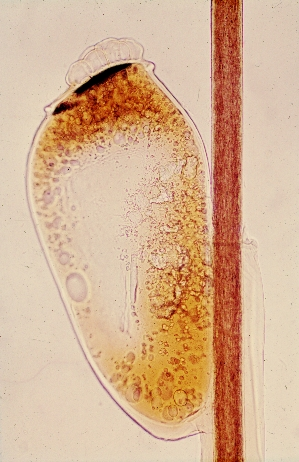
Liendre de piojo adherida a un pelo

Esta especie sólo es propia del ser humano, como su nombre científico lo indica (Pediculus humanus). Miden aproximadamente de 1 a 2 milímetros y son fácilmente visibles al ojo humano. Tiene el cuerpo traslúcido con una leve tonalidad de color amarillo o marrón. Además se puede distinguir la sangre que lleva dentro del cuerpo en una pequeña cavidad de su interior. Esta cavidad se divide en tres partes: la primera es una bolsa que se ubica en el centro del cuerpo del pequeño insecto; las otras dos son ramificaciones de la cavidad principal cuya función es hacer llegar la sangre a las partes superiores de su cuerpo. La variedad del cuerpo (var. corporis) es considerada como transmisora de tifus exantemático, fiebre de las trincheras por Bartonella quintana y fiebres recurrentes por Borrelias.

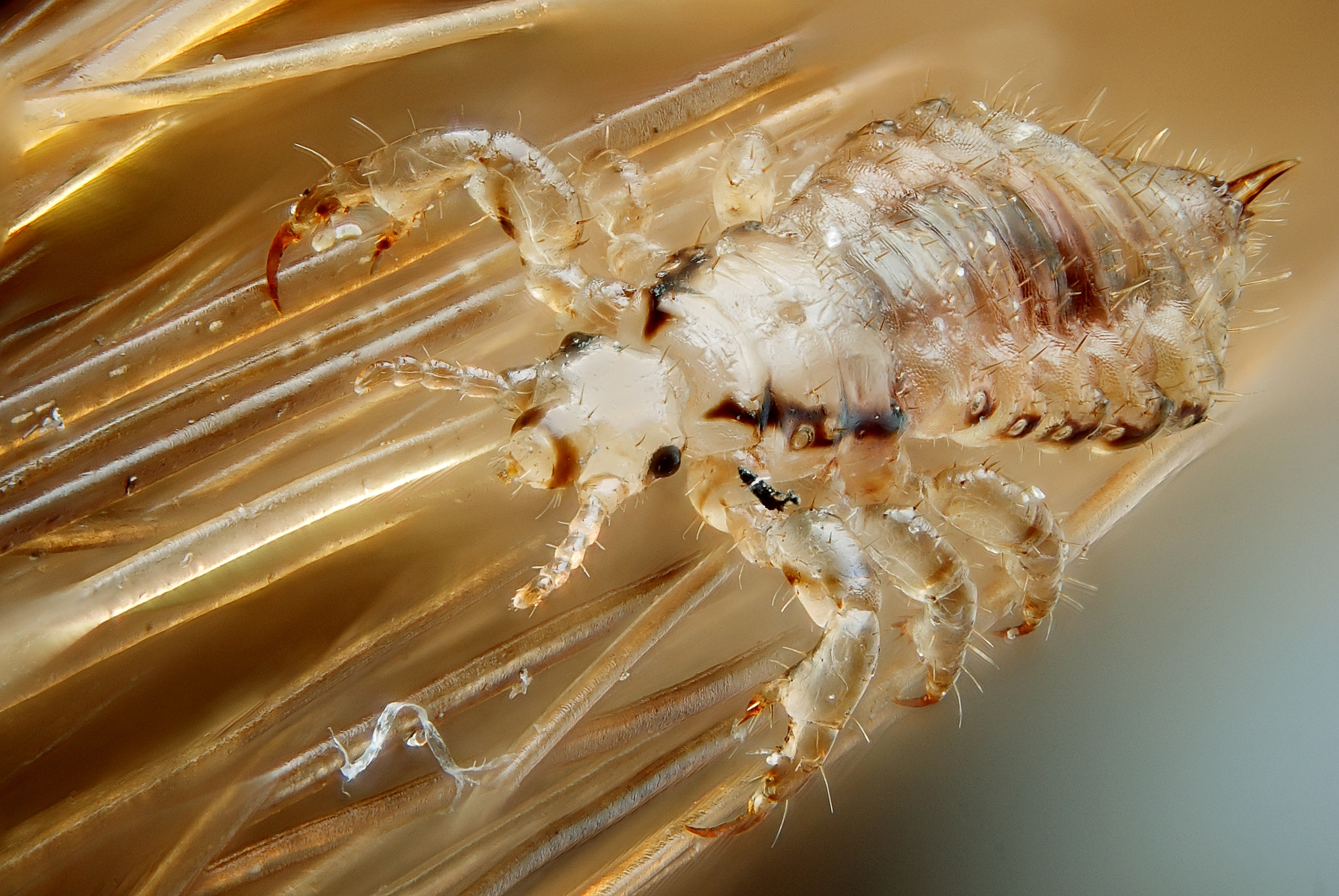
El piojo humano (Pediculus humanus) es un ectoparásito